# Грасс-Веллі (Орегон)
Грасс-Веллі (англ. Grass Valley) — місто (англ. city) в США, в окрузі Шерман штату Орегон. Населення — 149 осіб (2020).

## Географія
Грасс-Веллі розташований за координатами 45°21′33″ пн. ш. 120°47′3″ зх. д. / 45.35917° пн. ш. 120.78417° зх. д. (45.359056, -120.784155).  За даними Бюро перепису населення США в 2010 році місто мало площу 1,32 км², уся площа — суходіл.

## Демографія
Згідно з переписом 2010 року, у місті мешкали 164 особи в 74 домогосподарствах у складі 47 родин. Густота населення становила 124 особи/км².  Було 92 помешкання (70/км²).
Расовий склад населення:
| - 97,0 % — білих - 0,6 % — корінних американців |

До двох чи більше рас належало 1,8 %. Частка іспаномовних становила 3,0 % від усіх жителів.
За віковим діапазоном населення розподілялося таким чином: 21,3 % — особи молодші 18 років, 50,0 % — особи у віці 18—64 років, 28,7 % — особи у віці 65 років та старші. Медіана віку мешканця становила 52,0 року. На 100 осіб жіночої статі у місті припадало 84,3 чоловіків;  на 100 жінок у віці від 18 років та старших — 81,7 чоловіків також старших 18 років.
Середній дохід на одне домашнє господарство  становив 59 035 доларів США (медіана — 37 500), а середній дохід на одну сім'ю — 76 663 долари (медіана — 49 688). За межею бідності перебувало 27,8 % осіб, у тому числі 38,2 % дітей у віці до 18 років та 8,3 % осіб у віці 65 років та старших.
Цивільне працевлаштоване населення становило 79 осіб. Основні галузі зайнятості: освіта, охорона здоров'я та соціальна допомога — 31,6 %, сільське господарство, лісництво, риболовля — 17,7 %, транспорт — 15,2 %.